# 구로국
구로국(狗盧國)은 고대 한반도에 존재했던 국가로 마한의 54소국 중의 하나이다. 충청남도 청양군의 백제 때 이름이 고량부리현이었으므로 그곳으로 위치를 추정한다.

## 같이 보기
- 청양군